# Bookworm
Bookworm è un videogioco rompicapo sviluppato da PopCap Games e pubblicato nel 2003 su diverse piattaforme. 
Nel novembre 2006 PopCap Games ha distribuito un seguito, intitolato Bookworm Adventures.

## Descrizione
Il gioco presenta una griglia di tessere su ciascuna delle quali è riportata una lettera dell'alfabeto, con le quali il giocatore deve comporre delle parole di senso compiuto nella lingua in cui si gioca collegando le tessere adiacenti. Quando si conferma la parola, le tessere vengono divorate dal verme Bookworm (nella versione originale Lex) posizionato a sinistra del tabellone e al posto di esse scendono le tessere soprastanti che riempiono nuovamente il tabellone. Vengono assegnati dei punti per ogni parola formata, che aumentano con la lunghezza di essa o se vi sono presenti lettere meno comuni.

## Modalità di gioco
Il gioco ha due modalità: nella modalità "Classica" il giocatore ha tutto il tempo che desidera per comporre le parole, deve però stare attento alle tessere infiammate che scendono dopo ogni turno; nella modalità "Azione" invece, le tessere in fiamme appaiono casualmente e scendono progressivamente verso il basso, rendendo necessario comporre le parole più in fretta.
Oltre alle tessere comuni, possono apparirne altre di vari colori a seconda del livello attuale del gioco e della lunghezza delle parole che si formano. I tipi di tessere sono i seguenti:
- Tessere rosse – Durante il gioco compaiono tessere rosse infiammate, che aumentano di frequenza ai livelli di difficoltà più elevati. Queste tessere si spostano automaticamente verso il basso, bruciando le lettere sottostanti nella colonna e prendendo il loro posto, finché non raggiungono il fondo della griglia, ponendo fine al gioco. Nella modalità Classica bruciano una tessera sottostante ad ogni invio di una parola e, se raggiungono il fondo, il giocatore deve eliminarla in quel turno, altrimenti il gioco finisce. Nella modalità Azione, appaiono automaticamente e bruciano una tessera sottostante ogni pochi secondi e, se una tessera in fiamme raggiunge il fondo, il giocatore deve eliminarla entro dieci secondi per evitare la fine della partita.
- Tessere verdi, tessere dorate, tessere zaffiro e tessere diamante: queste tessere vengono assegnate a seguito di parole più lunghe che sono state composte. Includendo queste tessere nelle parole si aumenta il punteggio ottenuto. Ci vuole progressivamente più tempo perché queste tessere vengano eliminate da quelle infiammate (una tessera verde impiega due turni per bruciare e una tessera dorata ne impiega tre). Le tessere verdi entrano nel tabellone dall'alto, come le tessere normali, mentre le tessere speciali di valore più alto vengono introdotte sostituendosi a una lettera già presente sul tabellone scelta in modo casuale.

Se il giocatore fa clic sulla mascotte del gioco, tutte le tessere verranno mescolate; tuttavia, ciò farà apparire diverse tessere rosse.
Vengono assegnati punti aggiuntivi per le parole bonus indicate sotto alla mascotte; ulteriori parole bonus formate durante una singola partita producono valori bonus crescenti. In alcune versioni si possono anche raccogliere e completare "libri" che sono gruppi di parole di una categoria simile. Una volta completata la prima di queste parole in una particolare categoria, si sblocca il libro e viene visualizzato un elenco completo delle parole necessarie per completare il libro e ottenere punti bonus.

## Pubblicazione
Bookworm è stato distribuito, nella versione per Microsoft Windows, in lingua inglese, francese, tedesco, italiano e spagnolo.
Il gioco è stato pubblicato anche per macOS, telefoni cellulari, smartphone iPhone e iPod touch, Palm OS, Pocket PC e smartphone Windows Mobile, e venne realizzata anche una versione gratuita per browser web. È stato distribuito per Nintendo DSi il 30 novembre 2009, ed in seguito anche sulla normale cartuccia per Nintendo DS con l'aggiunta di una modalità multigiocatore.

## Accoglienza
Gli editori di Computer Gaming World hanno conferito a Bookworm il premio "Puzzle Game of the Year" 2003 elogiando l'abilità di PopCap nel creare ossessioni furiose e travolgenti basate su elementi semplici e alla portata di tutti, diversamente da altri giochi commerciali con un budget 50 volte superiore.